# حمله به مدارس در جریان تهاجم اسرائیل به غزه
از زمان آغاز جنگ اسرائیل و حماس، نیروهای دفاعی اسرائیل حملات هوایی متعددی را به بیش از ۲۰۰ مرکز آموزشی، از جمله مدرسه و دانشگاه در نوار غزه انجام داده‌اند. ارتش اسرائیل می‌گوید که چنین حملات هوایی نتیجه استقرار زیرساخت‌های نظامی و پرتاب موشک از این مناطق است، این ادعا از سوی سازمان ملل متحد به معنای کشتار دسته جمعی تعبیر می‌شود. تا اواخر مارس ۲۰۲۴، سازمان ملل بیش از ۲۰۰ حمله اسرائیل به مراکز آموزشی در غزه را تایید کرد که حداقل ۵۳ مدرسه به طور کامل ویران شدند. تا ژوئیه ۲۰۲۴، بیش از ۸۰ درصد ساختمان تمام ۱۹ دانشگاه غزه تخریب، بیش از ۱۰۳ نفر از اعضای آکادمیک این دانشگاه‌ها کشته و ۹۰۰۰۰ دانشجوی آموزش عالی، دیگر قادر به ادامه تحصیل نیستند. در ژوئن ۲۰۲۴، دفتر سازمان ملل متحد برای هماهنگی امور بشردوستانه اعلام کرد که ۷۶ درصد از مدارس غزه به «بازسازی کامل یا بازسازی اساسی» نیاز دارند، و تا ژوئیه ۲۰۲۴، نزدیک به ۱۲۰ مدرسه یا ۷۰ درصد از مدارس غزه توسط حملات اسرائیل هدف قرار گرفته است.